# Diana Ramsay
Pour les articles homonymes, voir Ramsay.
Diana Ramsay, née Rhoda Brandes le 25 juin 1934, à New York, et morte le 31 mars 2014, à Middlebury, au Vermont, est une femme de lettres américaine, auteure de roman policier.

## Biographie
Elle grandit à Brooklyn.
Elle fait des études au Barnard College de New York où elle obtient une licence de Lettres et de littérature anglaise. Elle travaille ensuite dans une école de musique de Manhattan, puis enseigne l'anglais à Los Angeles et en Suisse. Au cours des années 1970, elle vit à Londres où elle se lance dans l'écriture.
En 1972, elle fait paraître son premier roman A Little Murder Music. C'est le premier volume d'une série consacrée au Lieutenant Meredith de la brigade criminelle de New York. Pour Claude Mesplède, « sa grande réussite » est Approche des ténèbres (The Dark Descends), publié en 1975.
Cinq de ses romans policiers sont alors publiés chez Collins Crime Club, qui est également l'éditeur d'Agatha Christie.
En 1979, elle rentre en Amérique et s'installe avec des amis dans le New Jersey, avant de déménager au début des années 1980 dans le Vermont, où elle meurt d'un cancer en mars 2014.

## Œuvre

### SérieLieutenant Meredith
- A Little Murder Music (1972)
- Deadly Discretion (1973) Publié en français sous le titre Discrétion de mort, traduit par Gisèle Ginsberg, Paris, PAC, coll. Red Label no 25, 1980  (ISBN 2-85336-134-9)
- No Cause to Kill (1974)
- You Can't Call It Murder (1977) Publié en français sous le titre Est-ce un meurtre ?, traduit par France-Marie Watkins, Paris, PAC, coll. Red Label no 10, 1978 ; réédition, Paris, Rivages/Noir no 38, 1987  (ISBN 2-86930-115-4)

#### Autres romans
- Descent Into the Dark (1975)
- The Dark Descends (1975) Publié en français sous le titre Approche des ténèbres, traduit par Joëlle Ginsberg, Paris, PAC, Red Label no 14, 1978 ; réédition, Paris, Rivages/Noir no 25, 1987  (ISBN 2-86930-031-X)
- Four Steps to Death (1989)
- Killing Words (1994)

## Adaptation
- 2004 : Noise, film américain réalisé par Tony Spiridakis, adaptation du roman Descent Into the Dark, avec Ally Sheedy

## Sources
- Claude Mesplède (dir.), Dictionnaire des littératures policières, vol. 2 : J - Z, Nantes, Joseph K, coll. « Temps noir », 2007, 1086 p. (ISBN 978-2-910-68645-1, OCLC 315873361), p. 619-620.